# Easte
Koordinaten: 58° 7′ N, 22° 13′ O
Easte ist ein Dorf (estnisch küla) auf der größten estnischen Insel Saaremaa. Es gehört zur Landgemeinde Saaremaa (bis 2017: Landgemeinde Salme) im Kreis Saare.

## Einwohnerschaft und Lage
Das Dorf hat drei Einwohner (Stand 31. Dezember 2011). Es liegt 23 Kilometer südwestlich der Inselhauptstadt Kuressaare.